# Analisi contrastiva
L'analisi contrastiva (nota nella letteratura scientifica internazionale come Contrastive Analysis, CA) studia le differenze tra le caratteristiche (fonologiche, morfologiche, sintattiche ecc.) di una L2 (o "lingua seconda", cioè una lingua di apprendimento) e quelle della lingua materna (L1) del singolo apprendente. Si ritiene, infatti, che alcuni errori linguistici siano il prodotto dell'interferenza linguistica, cioè l'effetto della lingua madre sulle produzioni in L2, e che analizzare il rapporto tra lingue diverse possa aiutare il docente a prevedere dette interferenze.

## Storia
Negli anni cinquanta e sessanta del secolo scorso l'approccio dominante nelle scienze sociali era il comportamentismo, secondo il quale l'apprendimento linguistico poteva essere definito come l'apprendimento di nuove abitudini; gli elementi linguistici, come le strutture frasali, venivano viste come 'operanti', ossia "elementi comportamentali di cui l'organismo (la persona) si serve per operare sul suo ambiente". Secondo questa visione, era possibile un rafforzamento selettivo delle buone prassi linguistiche, anche se si notò che alcuni comportamenti linguistici erano più refrattari ad essere rimossi rispetto ad altri. Proprio questi elementi interferivano con l'apprendimento – ad esempio – di una seconda lingua, e questa interferenza linguistica venne individuata in certe abitudini linguistiche indotte dalla lingua madre.
In questo contesto nasce l'analisi contrastiva: essa cerca di analizzare in modo comparativo le differenze tra la lingua madre (L1) e la lingua secondaria da apprendere (L2), col fine di individuare gli elementi linguistici che avrebbero creato più difficoltà o sviato l'apprendimento della seconda lingua. Per fare un esempio, lo studio dei falsi amici rimanda a questo approccio.
Nel 1967 iniziarono le prime critiche a questo approccio: secondo Stephen Pit Corder, uno dei fautori dell'analisi degli errori (Error Analysis), la pratica dell'insegnamento non era molto cambiata, e gli insegnanti non avevano sentito la necessità di sostituire i loro metodi di insegnamento con quanto professato dai linguisti. Inoltre, sempre più si affermava un approccio alternativo a quello comportamentista in vari ambiti: dal punto di vista linguistico, la nuova teoria che si faceva strada era l'ipotesi dell'acquisizione linguistica di Noam Chomsky.
Oggi l'analisi contrastiva è solo uno degli approcci possibili all'apprendimento della seconda lingua, non necessariamente maggioritario.